# Suzuki Cultus
Запрос «Chevrolet Sprint» перенаправляется сюда. Не следует путать с GMC Sprint.
Suzuki Cultus — субкомпактный автомобиль японского автопроизводителя Suzuki, выпускавшийся с 1983 по 2016 год. С 2017 года в Пакистане под индексом Cultus выпускается второе поколение Suzuki Celerio.
Впервые Suzuki Cultus был представлен в 1983 году в Японии. Его продажи осуществлялись в семи странах, а по всему миру автомобиль продавался под названием Suzuki Swift. Альянс, основанный в 1981 году между General Motors, Suzuki и Isuzu, позволил GM продавать Cultus в качестве импортного товара на международном уровне под более чем десятком фирменных знаков, включая Geo Metro, Chevrolet Sprint, Pontiac Firefly и Holden Barina. GM также называл автомобиль M-car.
Предлагавшийся на протяжении всего срока службы в четырёх вариантах кузова с двигателями семейства Suzuki G, Cultus второго поколения продавался в Пакистане до конца 2016 года. Автомобили семейства Cultus продаются в Азии, Австралии, Европе, Северной и Южной Америке.
Название Cultus на латыни означает «забота» или «обожание».

## Первое поколение (1983)
Первое поколение Suzuki Cultus начало выпускаться компанией General Motors под индексом M-car. Когда разработчики поняли, что проект не будет достаточно прибыльным, весь незаконченный дизайн был продан Suzuki в обмен на пятипроцентную долю в компании. Судзуки завершил проектно-конструкторские работы и выпустил автомобиль в продажу в октябре 1983 года. Именно поэтому дизайн автомобиля так естественно вписался в модельный ряд General Motors с чётким корпоративным обликом GM. Cultus также экспортировался по всему миру и выпускался рядом франшиз General Motors, часто подвергаясь ребеджингу. Все модели первого поколения имеют кодовый префикс SA.
В разное время Suzuki Cultus оснащался трёх- и четырёхцилиндровыми двигателями Suzuki G, хотя на некоторых вторичных рынках автомобиль оснащался 1,0-литровым четырёхцилиндровым двигателем Suzuki F10A. В июне 1986 года Suzuki Cultus прошёл фейслифтинг. Также была представлена спортивная версия GTi.
До 1988 года Cultus первого поколения продавался в Японии, Австралии и Новой Зеландии, до 1990 года — в Индонезии, до 1991 года — в Канаде, до 2000 года — в Пакистане, а до 2004 года — в Колумбии.

### Галерея

#### До фейслифтинга
- Ранний Suzuki Cultus со встроенными фонарями (Япония)
- Пятидверный Holden Barina (MB) со скрытыми фарами (Австралия)
- 1985 Suzuki Swift 1.3 GS (Великобритания)
- Вид сзади

#### После фейслифтинга
- Трёхдверный Suzuki Swift со скрытыми фарами дальнего света (Европа)
- Пятидверный Swift GL с обновлёнными фарами и полностью пластиковым бампером (Европа)
- Вид сзади
- 1988 Holden Barina (ML) (Австралия)
- Вид сзади

#### GTi
- Вид спереди
- Вид сзади

#### Suzuki Forza
- Трёхдверный Suzuki Forza (Канада)
- Suzuki Forsa Turbo (Канада)

#### Chevrolet Sprint/Sprint Metro/Pontiac Firefly
- 1986 Chevrolet Sprint (США)
- Вид сзади
- Chevrolet Sprint Turbo (США)
- Pontiac Firefly (Канада)
- Chevrolet Sprint Gen I (Колумбия)

### Мировые рынки
| Страна           | Модель           | Годы           | Дверей |
| ---------------- | ---------------- | -------------- | ------ |
| Австралия        | Holden Barina    | 1985—1988      | 5      |
| Австралия        | Suzuki Swift     | 1985—1988      | 3/5    |
| Канада           | Pontiac Firefly  | 1985—1988      | 3/5    |
| Канада           | Chevrolet Sprint | 1985—1988      | 3/5    |
| Канада           | Suzuki Forsa     | 1985—1988      | 3/5    |
| Колумбия         | Chevrolet Sprint | 1986—2004      | 5      |
| Индонезия        | Suzuki Forsa     | 1985 1986—1990 | 3 5    |
| Япония           | Suzuki Cultus    | 1983—1988      | 3/5    |
| Япония           | Isuzu Geminett   | 1986—1988      | 3      |
| Северная Америка | Suzuki Forsa     | 1985—1988      | 3/5    |
| Новая Зеландия   | Holden Barina    | 1985—1988      | 3/5    |
| Новая Зеландия   | Suzuki Swift     | 1985—1994      | 3/5    |
| Пакистан         | Suzuki Khyber    | 1989—2000      | 5      |
| США              | Chevrolet Sprint | 1984—1988      | 3/5    |

## Второе поколение (1988)
Второе поколение Suzuki Cultus было представлено в Японии в сентябре 1988 года, а в октябре того же года Cultus дебютировал на Брюссельском автосалоне. В июне 1989 года компания Suzuki первый трёхкомпонентный седан.
Первой моделью европейского производства стал Suzuki Swift в Эстергоме. В Эквадоре Suzuki Cultus продавался под названиями Suzuki Forsa II (хетчбэк) и Chevrolet Swift (седан), в Индонезии — под названиями Suzuki Forsa Amenity/Esteem и Suzuki Eleny, в Пакистане — под названием Suzuki Margalla, в Китае — под названием Changan Suzuki Lingyang, в Канаде и на Среднем Востоке — под названиями Chevrolet Sprint и Pontiac Firefly, в Колумбии и Венесуэле — под названием Chevrolet Swift (как и в Эквадоре), в Северной Америке — под названием Geo Metro, в Австралии — под названием Holden Barina, в Индии — под названием Maruti Suzuki 1000/Esteem, в Европе — под названием Subaru Justy.

### Галерея

#### Forza/Swift
- 1989—1991 Suzuki Swift GA (Австралия)
- 1990—1991 Suzuki Swift (США)
- Suzuki Swift 1.3 GL (Нидерланды)
- Suzuki Forsa Amenity (Индонезия)
- Suzuki Swift 1.3 GL (Австралия)

#### Cultus/Swift
- Suzuki Swift GTi (Австралия)
- Вид сзади
- Suzuki Cultus 1.0 (Япония)
- Suzuki Swift Cino (Австралия)
- Вид сзади
- Suzuki Swift 1.3 GL (Чили)
- Suzuki Swift GTi (Австралия)
- Suzuki Swift X-Treme Cino (Австралия)
- Suzuki Swift GLS 1.3 (Великобритания)
- Вид сзади
- Suzuki Swift GLX 1.3 (Европа)
- Suzuki Swift (Европа)
- Suzuki Swift (Япония)
- Вид сзади
- Suzuki Cultus 1.0 VXRi (Пакистан)
- Вид сзади
- 1996—1998 Suzuki Cultus Crescent Wagon (Япония)
- 1998—2002 Suzuki Cultus Wagon (Япония)
- 1998—2002 Suzuki Cultus Wagon (Япония)
- 1998—2001 Suzuki Cultus (Япония)

#### Lingyang
- Changan Suzuki Lingyang
- Changan Suzuki Lingyang
- Changan Suzuki Lingyang
- Changan Suzuki Lingyang

#### Ребеджинг
- Subaru Justy (Европа)
- Holden Barina (MH, Австралия)
- Вид сзади

#### Geo Metro
- 1992—1994 Geo Metro
- 1992—1994 Geo Metro (седан)
- 1992 Geo Metro (кабриолет)

#### Chevrolet Sprint
- 1989—1991 Chevrolet Sprint (Канада)
- 1990—1991 Chevrolet Sprint (Канада)

#### Pontiac Firefly
- 1989—1991 Pontiac Firefly (Канада)
- 1994 Pontiac Firefly (Канада)

#### Maruti 1000/Esteem
- 1998—2002 Maruti Esteem VXi
- 1997—2002 Maruti Esteem
- 2002—2004 Maruti Esteem на ралли в Бангалоре
- 2004—2007 Maruti Esteem
- 2004—2007 Maruti Esteem

### Названия на разных рынках
|                     | Модель                            | Страна           | Кузов         | Кузов       | Кузов         | Кузов |
| 2-дв. кабриолет     | Модель                            | Страна           | 3-дв. хетчбэк | 4-дв. седан | 5-дв. хетчбэк |       |
| ------------------- | --------------------------------- | ---------------- | ------------- | ----------- | ------------- | ----- |
| 1988—1994           | Holden Barina                     | Австралия        |               | X           |               | X     |
| 1988—1999           | Suzuki Swift                      | Австралия        |               | X           | X             | X     |
| 1989—1994           | Geo Metro/Chevrolet Metro         | Северная Америка | X             | X           | X             | X     |
| 1989—1994           | Pontiac Firefly                   | Канада           | X             | X           | X             | X     |
| 1989—1994           | Suzuki Swift                      | Северная Америка |               | X           | X             | X     |
| 1989—2003           | Suzuki Cultus                     | Япония           | X             | X           | X             | X     |
| 1989—2004           | Suzuki Swift                      | Европа           | X             | X           | X             | X     |
| 1990—1994           | Maruti 1000                       | Индия            |               |             | X             |       |
| 1991—1996           | Suzuki Forsa Amenity/Eleny/Esteem | Индонезия        |               | X           | X             | X     |
| 1991—2004           | Chevrolet Swift                   | Колумбия         |               | X           | X             |       |
| 1992—2003           | Suzuki/Chevrolet Forsa            | Эквадор          |               | X           |               |       |
| 1992—1996           | Chevrolet Swift                   | Эквадор          |               |             | X             |       |
| 1994—2010           | Maruti Suzuki Esteem              | Индия            |               |             | X             |       |
| 1995—2003           | Subaru Justy                      | Европа           |               | X           |               | X     |
| 1999—2015           | Changan Suzuki Lingyang           | Китай            |               |             | X             |       |
| 1991—1998 2000—2016 | Suzuki Margalla/Cultus            | Пакистан         |               |             | X             | X     |

## Другие модели
С 22 апреля 2017 года Celerio второго поколения продаётся в Пакистане под названием «Cultus».
- Suzuki Celerio, продававшийся под индексом Cultus в Пакистане